# José Guardiola
Pour les articles homonymes, voir Guardiola.
José Guardiola Díaz de Rada, mieux connu sous le nom José Guardiola, né le 22 octobre 1930 à Barcelone et mort le 9 avril 2012 dans la même ville, est un chanteur espagnol.
Il a notamment représenté l'Espagne au Concours Eurovision de la chanson 1963 à Londres, avec la chanson Algo prodigioso.

## Discographie

### En español
- Dieciséis toneladas (Sixteen Tons, thème original de Merle Travis)
- Mackie el Navaja (Mack the Knife) : a inspiré la BD Makinavaja.
- Pequeña flor
- Verde campiña
- Di papá (1962)
- Nubes de colores (Festival de la chanson méditerranéenne (es), 1962)
- Los niños del Pireo
- Mustapha
- Cuando, cuando (thème original de Tony Renis), classée 4e au Festival de San Remo
- La Balada del vagabundo (Pierantoni-Mapel, 1963)
- Algo prodigioso (représente l'Espagne au Concours Eurovision de la chanson 1963)
- Estrella errante
- Venecia sin ti
- La montaña
- Yo, uno de tantos
- De rodillas

### En catalán
- La primera vegada
- El vell carrer de l’aimada
- Besa’m en silenci
- Diumenge és sempre diumenge (thème original Domenica è sempre domenica de Renato Rascel).

## Filmographie
- 1954 : Sierra maldita d'Antonio del Amo
- 1962 : Dulcinée (Dulcinea) de Vicente Escrivá